# Melbourne (Iowa)
Melbourne ist eine Kleinstadt (mit dem Status „City“) im Marshall County im US-amerikanischen Bundesstaat Iowa. Das U.S. Census Bureau hat bei der Volkszählung 2020 eine Einwohnerzahl von 786 ermittelt.

## Geografie
Melbourne liegt im östlichen Zentrum Iowas. Der Mississippi bildet rund 250 km östlich die Grenze zu Illinois. Die Grenze Iowas zu Minnesota verläuft rund 200 km nördlich; die Nordgrenze Missouris befindet sich rund 160 km südlich.
Die geografischen Koordinaten von Melbourne sind 41°56′29″ nördlicher Breite und 93°06′12″ westlicher Länge. Die Stadt erstreckt sich über eine Fläche von 1,48 km² und ist die größte Ortschaft innerhalb der Logan Township.
Nachbarorte von Melbourne sind Albion (23,8 km nordnordöstlich), Marshalltown (22,6 km nordöstlich), Ferguson (23,7 km östlich), Laurel (21,3 km ostsüdöstlich), Baxter (17,9 km südsüdwestlich), Rhodes (7,9 km westsüdwestlich), Colo (26,3 km westnordwestlich) und State Center (13,8 km nordwestlich).
Die nächstgelegenen größeren Städte sind die Twin Cities (Minneapolis und St. Paul) in Minnesota (391 km nördlich), Rochester in Minnesota (286 km nordnordöstlich), Waterloo (114 km nordöstlich), Dubuque an der Schnittstelle der Staaten Iowa, Wisconsin und Illinois (253 km ostnordöstlich), Wisconsins Hauptstadt Madison (399 km in der gleichen Richtung), Cedar Rapids (126 km östlich), Rockford in Illinois (375 km in der gleichen Richtung), Chicago in Illinois (483 km ebenfalls östlich), Iowas frühere Hauptstadt Iowa City (163 km ostsüdöstlich), die Quad Cities in Iowa und Illinois (246 km in der gleichen Richtung), Columbia in Missouri (409 km südsüdöstlich), Kansas City in Missouri (369 km südsüdwestlich), Iowas Hauptstadt Des Moines (62,2 km südwestlich), Nebraskas größte Stadt Omaha (285 km westsüdwestlich), Sioux City (333 km westnordwestlich) und South Dakotas größte Stadt Sioux Falls (470 km nordwestlich).

## Verkehr
Der vierspurig ausgebaute Iowa Highway 330 führt entlang der nordwestlichen Stadtgrenze von Melbourne. Alle weiteren Straßen sind untergeordnete Landstraßen, teils unbefestigte Fahrwege sowie innerörtliche Verbindungsstraßen.
Mit dem Marshalltown Municipal Airport befindet sich 30 km nordöstlich ein kleiner Flugplatz für die Allgemeine Luftfahrt und den Lufttaxiverkehr. Der nächste Verkehrsflughafen ist der Des Moines International Airport (72 km südwestlich).

## Bevölkerung
Nach der Volkszählung im Jahr 2010 lebten in Melbourne 830 Menschen in 322 Haushalten. Die Bevölkerungsdichte betrug 560,8 Einwohner pro Quadratkilometer. In den 322 Haushalten lebten statistisch je 2,58 Personen.
Ethnisch betrachtet setzte sich die Bevölkerung zusammen aus 98,6 Prozent Weißen sowie 0,4 Prozent Afroamerikanern; 1,1 Prozent stammten von zwei oder mehr Ethnien ab. Unabhängig von der ethnischen Zugehörigkeit waren 1,0 Prozent der Bevölkerung spanischer oder lateinamerikanischer Abstammung.
27,7 Prozent der Bevölkerung waren unter 18 Jahre alt, 61,3 Prozent waren zwischen 18 und 64 und 11,0 Prozent waren 65 Jahre oder älter. 49,6 Prozent der Bevölkerung waren weiblich.
Das mittlere jährliche Einkommen eines Haushalts lag bei 45.735 USD. Das Pro-Kopf-Einkommen betrug 22.140 USD. 6,3 Prozent der Einwohner lebten unterhalb der Armutsgrenze.